# Authadistis camptogramma
Authadistis camptogramma är en fjärilsart som beskrevs av George Francis Hampson 1916. Authadistis camptogramma ingår i släktet Authadistis och familjen nattflyn. Inga underarter finns listade i Catalogue of Life.